# Вільям Ваймарк Джейкобс
Вільям Ваймарк Джейкобс (англ. William Wymark Jacobs; 8 вересня 1863 — 1 вересня 1943) — англійський письменник і драматург. Автор романів і збірок оповідань, який підписував свої твори — W.W. Jacobs .
Протягом усього життя Джейкобс був відомий як гуморист, про талант якого захоплено відгукувалися Генрі Джеймс, Гілберт Честертон , Джон Прістлі та Крістофер Морлі. Але в історію світової літератури він увійшов насамперед як автор знаменитого оповідання жахів «Мавпяча лапка» («The Monkey's Paw», 1902), що регулярно включається в антології містичного оповідання.

## Біографія
Вільям Ваймарк Джейкобс народився в сім'ї керуючого девонської верфі; його дитячі роки були тісно пов'язані з портовим життям. Він навчався — спочатку в приватній школі, потім у коледжі Біркбек (який є частиною Лондонського університету, а тоді називався Birkbeck Literary and Scientific Institution).
1879 року Джейкобс вступив на роботу клерком в банк, а в 1885 році опублікував своє перше оповідання. Улюбленою темою Джейкобса була морська: саме їй присвячені збірки оповідань «Many Cargoes» (1896) та «The Sea Urchins» (1898), майже всі оповідання якого були надруковані в журналі «Idler», яким керував Джером Клапка Джером), а також роман «Skipper's Wooing» (1897). Типовий герой Джейкобса — доглядач маяка, який розповідає про неймовірні пригоди своїх знайомих матросів.
Джейкобс майстерно і зі смаком відтворював у своїх творах діалекти Іст-енду, чим заслужив на повагу, зокрема, Пелема Вудгауза (який написав про його вплив у автобіографічній книзі «Bring on the Girls» 1954 року). Починаючи з 1898 року, майже всі оповідання Джекобса друкувалися в «Стренді».
Одружившись у 1900 році, Джейкобс переїхав до Ессексу, де вже через кілька років мав два будинки, «Аутлук» (Outlook, у Парк-Хіллі) і Фелтем-хаус (Feltham House, в Голдінгс-Гіллі). Меморіальна табличка відзначає також лондонську резиденцію Джейкобса, 15 Gloucester Gate, Ріджентс-парк (де пізніше розташувався Інститут архітектури принца Уельського). Загалом у Джейкобів було двоє синів і три дочки.
До початку Першої світової війни Джейкобс майже перестав писати оповідання: до кінця свого життя він переважно займався адаптаціями своїх творів для театральної сцени.
У 1928 році брав участь у створенні фільмів за своїми творами. Перший знятий фільм мав назву «Браво». Було прослухано п'ятдесят актрис, і Джекоба, як кажуть, вразила Педді Нейсміт, яку вибрали на головну роль.
Джейкобс помер 1 вересня 1943 року на Горнсі Лейн, Іслінгтон, Лондон, у віці 79 років. Некролог у The Times (2 вересня 1943 року) описав його як «тихого, ніжного і скромного…який не любив великих заходів і натовпів».

## Основні твори

### Романи
- The Skipper's Wooing і новела The Brown Man's Servant (1897)
- A Master of Craft (1900)
- At Sunwich Port (1902)
- Dialstone Lane (1904)
- Salthaven (1908)
- The Castaways (1916)

### Збірки оповідань
- Many Cargoes (1894)
- More Cargoes, 1897 (у США — Sea Urchins, 1899)
- Light Freights (1901)
- Lady of the Barge (1902)
- Odd Craft (1903)
- Captain's All (1905)
- Short Cruises (1906)
- Sailor's Knots (1909)
- Deep Waters (1911)
- Night Watches (1911)
- Ship's Company (1911)
- Sea Whispers (1926)

### П'єса
- The Ghost of Jerry Bundler (1899)

### Оповідання
- "Mrs Bunker's Chaperon", Henry's Christmas Annual, 1895
- "Contraband of War", The Idler, лютий 1896
- "In Borrowed Plumes", The Minster Magazine, лютий 1896
- "A Benefit Performance", To-Day, серпень 1896
- "A Love Passage", The Idler, лютий 1896
- "The Brown Man's Servant", Pearson's Magazine, грудень 1896
- "Wapping-on-Thames", Windsor Magazine, червень 1897
- "Rule of Three", The Graphic, 1 липня 1897
- "The Skipper's Wooing", Windsor Magazine, липень 1897
- Jerry Bundler, Windsor Magazine, грудень 1897
- "The Lady of the Barge", Harper's Magazine, серпень 1900
- "The Monkey's Paw", Harper's Magazine, вересень 1902